# Partecipanti alla Volta Ciclista a Catalunya 2023
Elenco dei partecipanti alla Volta Ciclista a Catalunya 2023.
La Volta Ciclista a Catalunya 2023 è stata la centoduesima edizione della corsa. Alla competizione presero parte venticinque squadre: le diciotto iscritte all'UCI World Tour 2023 e sette squadre invitate dell'UCI ProTeam.
Ciascuna delle squadre è composta da sette ciclisti, per un totale di 175 ciclisti accreditati alla partenza.

## Corridori per squadra
Nota: R ritirato, NP non partito, FT fuori tempo, SQ squalificato
| Bora-Hansgrohe         | Bora-Hansgrohe           | Bora-Hansgrohe         | Jumbo-Visma              | Jumbo-Visma              | Jumbo-Visma              | UAE Team Emirates      | UAE Team Emirates       | UAE Team Emirates      |
| ---------------------- | ------------------------ | ---------------------- | ------------------------ | ------------------------ | ------------------------ | ---------------------- | ----------------------- | ---------------------- |
| N°                     | Ciclista                 | Clas.                  | N°                       | Ciclista                 | Clas.                    | N°                     | Ciclista                | Clas.                  |
| 1                      | Jai Hindley              | 8°                     | 11                       | Primož Roglič            | 1°                       | 21                     | João Almeida            | 3°                     |
| 2                      | Patrick Konrad           | 72°                    | 12                       | Tobias Foss              | 66°                      | 22                     | Adam Yates              | 28°                    |
| 3                      | Cian Uijtdebroeks        | 9°                     | 13                       | Koen Bouwman             | 40°                      | 23                     | George Bennett          | 60°                    |
| 4                      | Frederik Wandahl         | 82°                    | 14                       | Sepp Kuss                | 19°                      | 24                     | Rafał Majka             | 36°                    |
| 5                      | Ide Schelling            | 95°                    | 15                       | Michel Hessmann          | 117°                     | 25                     | Finn Fisher-Black       | 56°                    |
| 6                      | Matteo Fabbro            | 69°                    | 16                       | Steven Kruijswijk        | 34°                      | 26                     | Ivo Oliveira            | 130°                   |
| 7                      | Anton Palzer             | 37°                    | 17                       | Robert Gesink            | 88°                      | 27                     | Marc Soler              | 4°                     |
| Ineos Grenadiers       | Ineos Grenadiers         | Ineos Grenadiers       | Intermarché-Circus-Wanty | Intermarché-Circus-Wanty | Intermarché-Circus-Wanty | Soudal Quick-Step      | Soudal Quick-Step       | Soudal Quick-Step      |
| N°                     | Ciclista                 | Clas.                  | N°                       | Ciclista                 | Clas.                    | N°                     | Ciclista                | Clas.                  |
| 31                     | Egan Bernal              | R 6ª                   | 41                       | Louis Meintjes           | NP 4ª                    | 51                     | Remco Evenepoel         | 2°                     |
| 32                     | Geraint Thomas           | 45°                    | 42                       | Rune Herregodts          | 126°                     | 52                     | Jan Hirt                | 49°                    |
| 33                     | Ethan Hayter             | 63°                    | 43                       | Rein Taaramäe            | 33°                      | 53                     | Ilan Van Wilder         | 43°                    |
| 34                     | Luke Plapp               | NP1ª                   | 44                       | Arne Marit               | 121°                     | 54                     | Louis Vervaeke          | R 7ª                   |
| 35                     | Ben Tulett               | 87°                    | 45                       | Laurens Huys             | 55°                      | 55                     | Fausto Masnada          | 64°                    |
| 36                     | Jonathan Castroviejo     | 16°                    | 46                       | Simone Petilli           | 31°                      | 56                     | Mattia Cattaneo         | 70°                    |
| 37                     | Salvatore Puccio         | 80°                    | 47                       | Tom Paquot               | NP 7ª                    | 57                     | Pieter Serry            | R 7ª                   |
| Groupama-FDJ           | Groupama-FDJ             | Groupama-FDJ           | Bahrain Victorious       | Bahrain Victorious       | Bahrain Victorious       | Alpecin-Deceuninck     | Alpecin-Deceuninck      | Alpecin-Deceuninck     |
| N°                     | Ciclista                 | Clas.                  | N°                       | Ciclista                 | Clas.                    | N°                     | Ciclista                | Clas.                  |
| 61                     | Michael Storer           | NP4ª                   | 71                       | Mikel Landa              | 5°                       | 81                     | Stefano Oldani          | 77°                    |
| 62                     | Bruno Armirail           | 48°                    | 72                       | Gino Mäder               | 46°                      | 82                     | Nicola Conci            | 58°                    |
| 63                     | Reuben Thompson          | 81°                    | 73                       | Jack Haig                | R 7ª                     | 83                     | Kaden Groves            | 110°                   |
| 64                     | Lenny Martinez           | 12°                    | 74                       | Hermann Pernsteiner      | 42°                      | 84                     | Xandro Meurisse         | 83°                    |
| 65                     | Lorenzo Germani          | 111°                   | 75                       | Wout Poels               | 29°                      | 85                     | Oscar Riesebeek         | NP5ª                   |
| 66                     | Matthieu Ladagnous       | 109°                   | 76                       | Rainer Kepplinger        | R 7ª                     | 86                     | Kristian Sbaragli       | NP2ª                   |
| 67                     | Clément Davy             | R 3ª                   | 77                       | Yukiya Arashiro          | R 7ª                     | 87                     | Jimmy Janssens          | R 6ª                   |
| Cofidis                | Cofidis                  | Cofidis                | Movistar Team            | Movistar Team            | Movistar Team            | Lidl-Trek              | Lidl-Trek               | Lidl-Trek              |
| N°                     | Ciclista                 | Clas.                  | N°                       | Ciclista                 | Clas.                    | N°                     | Ciclista                | Clas.                  |
| 91                     | Jesús Herrada            | 17°                    | 101                      | Carlos Verona            | 21°                      | 111                    | Giulio Ciccone          | 7°                     |
| 92                     | Guillaume Martin         | 27°                    | 102                      | Iván Sosa                | 20°                      | 112                    | Juan Pedro López        | 23°                    |
| 93                     | Bryan Coquard            | 98°                    | 103                      | Einer Rubio              | 13°                      | 113                    | Quinn Simmons           | NP 5ª                  |
| 94                     | Alexandre Delettre       | 123°                   | 104                      | José Joaquín Rojas       | NP4ª                     | 114                    | Jon Aberasturi          | R 7ª                   |
| 95                     | José Herrada             | R 7ª                   | 105                      | William Barta            | 41°                      | 115                    | Kenny Elissonde         | R 2ª                   |
| 96                     | Hugo Toumire             | 50°                    | 106                      | Sergio Samitier          | 99°                      | 116                    | Dario Cataldo           | R 1ª                   |
| 97                     | Thomas Champion          | 125°                   | 107                      | Antonio Pedrero          | R 7ª                     | 117                    | Marc Brustenga          | R 6ª                   |
| Team Arkéa-Samsic      | Team Arkéa-Samsic        | Team Arkéa-Samsic      | AG2R Citroën Team        | AG2R Citroën Team        | AG2R Citroën Team        | Team Jayco AlUla       | Team Jayco AlUla        | Team Jayco AlUla       |
| N°                     | Ciclista                 | Clas.                  | N°                       | Ciclista                 | Clas.                    | N°                     | Ciclista                | Clas.                  |
| 121                    | Hugo Hofstetter          | R 2ª                   | 131                      | Ben O'Connor             | 14°                      | 141                    | Filippo Zana            | 47°                    |
| 122                    | Anthony Delaplace        | NP2ª                   | 132                      | Mikaël Cherel            | 35°                      | 142                    | Kevin Colleoni          | 89°                    |
| 123                    | Élie Gesbert             | 22°                    | 133                      | Geoffrey Bouchard        | 30°                      | 143                    | Alexandre Balmer        | NP3ª                   |
| 124                    | Louis Barré              | 4°                     | 134                      | Dorian Godon             | 61°                      | 144                    | Alessandro De Marchi    | 118°                   |
| 125                    | Maxime Bouet             | R 1ª                   | 135                      | Nans Peters              | 75°                      | 145                    | Callum Scotson          | R 7ª                   |
| 126                    | Łukasz Owsian            | NP6ª                   | 136                      | Clément Berthet          | 26°                      | 146                    | Tsgabu Grmay            | 84°                    |
| 127                    | Ewen Costiou             | 93°                    | 137                      | Clément Venturini        | 90°                      | 147                    | Christopher Juul Jensen | 128°                   |
| EF Education-EasyPost  | EF Education-EasyPost    | EF Education-EasyPost  | Team DSM                 | Team DSM                 | Team DSM                 | Astana Qazaqstan Team  | Astana Qazaqstan Team   | Astana Qazaqstan Team  |
| N°                     | Ciclista                 | Clas.                  | N°                       | Ciclista                 | Clas.                    | N°                     | Ciclista                | Clas.                  |
| 151                    | Richard Carapaz          | 51°                    | 161                      | Romain Bardet            | R 7ª                     | 171                    | David de la Cruz        | 68°                    |
| 152                    | Esteban Chaves           | 11°                    | 162                      | Oscar Onley              | 39°                      | 172                    | Simone Velasco          | 67°                    |
| 153                    | Rigoberto Urán           | 10°                    | 163                      | Chris Hamilton           | NP2ª                     | 173                    | Vadim Pronskij          | 127°                   |
| 154                    | Jefferson Cepeda         | 25°                    | 164                      | Marco Brenner            | R 6ª                     | 174                    | Harold Tejada           | NP7ª                   |
| 155                    | Jonathan Caicedo         | R 7ª                   | 165                      | Lorenzo Milesi           | 124°                     | 175                    | Fabio Felline           | 119°                   |
| 156                    | Simon Carr               | 78°                    | 166                      | Martijn Tusveld          | 85°                      | 176                    | Gianni Moscon           | R 7ª                   |
| 157                    | Andrey Amador            | 103°                   | 167                      | Romain Combaud           | 107°                     | 177                    | Joseph Dombrowski       | 96°                    |
| Lotto Dstny            | Lotto Dstny              | Lotto Dstny            | Israel-Premier Tech      | Israel-Premier Tech      | Israel-Premier Tech      | Uno-X Pro Cycling Team | Uno-X Pro Cycling Team  | Uno-X Pro Cycling Team |
| N°                     | Ciclista                 | Clas.                  | N°                       | Ciclista                 | Clas.                    | N°                     | Ciclista                | Clas.                  |
| 181                    | Milan Menten             | 129°                   | 191                      | Dylan Teuns              | 32°                      | 201                    | Tobias Johannessen      | 86°                    |
| 182                    | Andreas Kron             | 71°                    | 192                      | Corbin Strong            | 94°                      | 202                    | Torstein Træen          | 57°                    |
| 183                    | Maxim Van Gils           | 54°                    | 193                      | Michael Woods            | 6°                       | 203                    | Jonas Gregaard          | 59°                    |
| 184                    | Lennert Van Eetvelt      | 15°                    | 194                      | Guillaume Boivin         | R 7ª                     | 204                    | Niklas Eg               | 91°                    |
| 185                    | Sylvain Moniquet         | 76°                    | 195                      | Daryl Impey              | 120°                     | 205                    | Anders Johannessen      | NP5ª                   |
| 186                    | Eduardo Sepúlveda        | NP2ª                   | 196                      | Stephen Williams         | 100°                     | 206                    | Jacob Hindsgaul         | 112°                   |
| 187                    | Rüdiger Selig            | R 6ª                   | 197                      | Matthew Riccitello       | 53°                      | 207                    | Magnus Kulset           | 79°                    |
| Caja Rural-Seguros RGA | Caja Rural-Seguros RGA   | Caja Rural-Seguros RGA | Equipo Kern Pharma       | Equipo Kern Pharma       | Equipo Kern Pharma       | Burgos-BH              | Burgos-BH               | Burgos-BH              |
| N°                     | Ciclista                 | Clas.                  | N°                       | Ciclista                 | Clas.                    | N°                     | Ciclista                | Clas.                  |
| 211                    | Jefferson Alveiro Cepeda | R 7ª                   | 221                      | Roger Adrià              | 44°                      | 231                    | Pelayo Sánchez          | R 2ª                   |
| 212                    | Joel Nicolau             | 115°                   | 222                      | Raúl García Pierna       | 65°                      | 232                    | Victor Langellotti      | 74°                    |
| 213                    | Abel Balderstone         | 73°                    | 223                      | Francisco Galván         | 114°                     | 233                    | Daniel Navarro          | 62°                    |
| 214                    | David Gonzalez           | R 7ª                   | 224                      | José Félix Parra         | 102°                     | 234                    | José Manuel Díaz        | 18°                    |
| 215                    | Julen Amezqueta          | 105°                   | 225                      | Pablo Castrillo          | 116°                     | 235                    | Eric Fagúndez           | 97°                    |
| 216                    | Mulu Kinfe Hailemichael  | R 6ª                   | 226                      | Héctor Carretero         | R 7ª                     | 236                    | Jetse Bol               | 106°                   |
| 217                    | Eduard Prades            | R 7ª                   | 227                      | Pau Miquel               | 108°                     | 237                    | Andrés Camilo Ardila    | R 7ª                   |
| Euskaltel-Euskadi      |                          |                        |                          |                          |                          |                        |                         |                        |
| N°                     | Ciclista                 | Clas..                 |                          |                          |                          |                        |                         |                        |
| 241                    | Mikel Bizkarra           | 24°                    |                          |                          |                          |                        |                         |                        |
| 242                    | Xabier Azparren          | 122°                   |                          |                          |                          |                        |                         |                        |
| 243                    | Txomin Juaristi          | 113°                   |                          |                          |                          |                        |                         |                        |
| 244                    | Unai Cuadrado            | 101°                   |                          |                          |                          |                        |                         |                        |
| 245                    | Luis Ángel Maté          | 38°                    |                          |                          |                          |                        |                         |                        |
| 246                    | Ibai Azurmendi           | 52°                    |                          |                          |                          |                        |                         |                        |
| 247                    | Mikel Iturria            | 92°                    |                          |                          |                          |                        |                         |                        |